# إنزو شيفو
إنزو شيفو ، من مواليد 19 فبراير 1966، لاعب كرة قدم بلجيكي سابق.
لعب مع منتخب بلجيكا لكرة القدم.

## روابط خارجية
- إنزو شيفو على موقع الاتحاد الدولي (مؤرشف)  (الإنجليزية)
- إنزو شيفو على موقع الاتحاد الأوربي (الإنجليزية)
- إنزو شيفو على موقع الاتحاد البلجيكي (الإنجليزية)
- إنزو شيفو على موقع قاعدة بيانات كرة القدم.إي يو (الإنجليزية)
- إنزو شيفو على موقع ناشيونال فوتبول تيمز (الإنجليزية)
- إنزو شيفو على موقع كووورة